# Dominique Le Dissès
Dominique Le Dissès (née Laval le 29 août 1957 à Urzy) est une athlète française, spécialiste du 400 mètres haies. 

## Biographie
Elle remporte cinq titres de championne de France du 400 m haies, en 1979, 1980, 1981, 1983 et 1984.

### Palmarès
- Championnats de France d'athlétisme :
  - 5 fois vainqueur du 400 m haies en 1979, 1980, 1981, 1983 et 1984.

### Records
| Épreuve     | Performance | Lieu | Date |
| ----------- | ----------- | ---- | ---- |
| 400 m haies | 57 s 65     |      | 1984 |